# Koldo
Jesús Luis Álvarez de Eulate Güergue (n. 4 septembrie 1970), cunoscut mai bine sub numele de Koldo, este un fost fotbalist andorez, care a jucat pentru FC Andorra și pentru naționala Andorrei, al cărei selecționer este din 2 februarie 2010, înlocuindu-l pe David Rodrigo. În noiembrie 2003, Federația Andorreză de Fotbal l-a recunoscut drept cel mai bun jucător andorrez din ultimii 50 de ani.

## Cariera
Koldo și-a început cariera la CD Aurrerá de Vitoria, o echipa din Spania. Ajuns la Atletico Madrid, Koldo are probleme în a se impune chair și la echipa secundă, cu toate acestea, datorită accidentării lui Abel Resino, ia loc pe banca de rezeve în finala Copei del Rey din 1991 cu RCD Mallorca. În anul 1993 a evoluat tot in Spania, dar de această dată la UD Salamanca, echipă pe atunci în Segunda Division, unde a jucat un singur sezon până în 1994, prinzând puține meciuri. În perioada 1994-2006, a evoluat pentru FC Andorra, iar apoi s-a transferat in sezonul 2006-2007 la CF Balaguer.
Prima convocare la naționala Andorrei a venit in anul 1998, iar de atunci si pana în 2009, Koldo a reusit sa stranga un numar mare de selectii, 79, fiind cel mai selecționat fotbalist din istoria naționalei Andorrei. În timpul înfrângerii Andorrei cu 6-0 în fața Angliei pe Stadionul Wembley, într-un meci de calificare pentru Mondial din iunie 2009, Koldo a primit aplauze în picioare de la fanii englezi, fiind înlocuit datorită unei accidentări. Aceștia l-au aplaudat pentru paradele sale care au prevenit o înfrângere mai mare; Koldo s-a retras din fotbalul internațional după acest meci.
În anul 2008, a revenit la echipa unde și-a petrecut cea mai îndelungată perioada a carierei sale, FC Andorra.

### Meciuri la națională
| Andorra | Andorra | Andorra |
| An      | Meciuri | Goluri  |
| ------- | ------- | ------- |
| 1998    | 8       | 0       |
| 1999    | 8       | 0       |
| 2000    | 8       | 0       |
| 2001    | 3       | 0       |
| 2002    | 6       | 0       |
| 2003    | 7       | 0       |
| 2004    | 7       | 0       |
| 2005    | 8       | 0       |
| 2006    | 5       | 0       |
| 2007    | 9       | 0       |
| 2008    | 5       | 0       |
| 2009    | 4       | 0       |
| Total   | 78      | 0       |

## Legături externe
- Koldo pe BDFutbol
- Koldo pe site-ul National-Football-Teams.com
- Koldo pe site-ul FIFA (arhivat)